# Saint-André (Pyrénées-Orientales)
Saint-André település Franciaországban, Pyrénées-Orientales megyében. Lakosainak száma 3395 fő (2022. január 1.). Saint-André Argelès-sur-Mer, Sorède és Palau-del-Vidre községekkel határos.

## Népesség
A település népessége az elmúlt években az alábbi módon változott:
| Lakosok száma | 3288 | 3331 | 3430 | 3443 | 3433 | 3422 | 3411 | 3400 | 3395 |
|               | 2013 | 2015 | 2016 | 2017 | 2018 | 2019 | 2020 | 2021 | 2022 |